# Diocèse de Colima
Le diocèse de Colima (en latin : Dioecesis Colimensis ; en espagnol : Diócesis de Colima) est un diocèse de l'Église catholique du Mexique, suffragant de l'archidiocèse de Guadalajara.

## Territoire

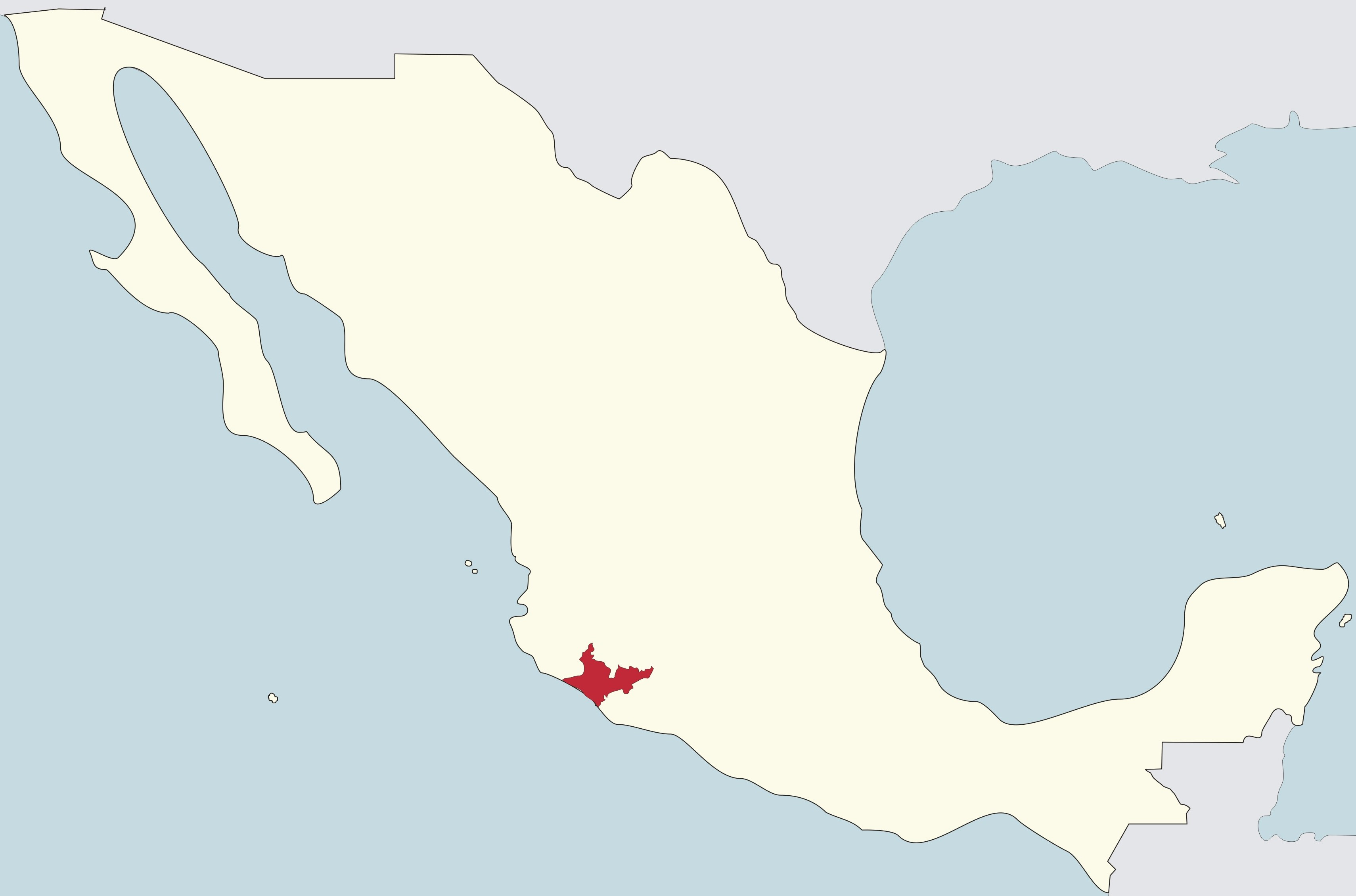
Diocèse de Colima en rouge sur la carte du Mexique

Il comprend tout l'État de Colima et huit municipalités de l'État de Jalisco : Jilotlán de los Dolores, Pihuamo, Tecalitlán, Tolimán, Tonaya, Tonila, Tuxcacuesco et Zapotitlán.
Il possède un territoire d'une superficie de 11 391 km2 divisé en 53 paroisses. Le siège épiscopal est dans la ville de Colima où se trouve la cathédrale Notre-Dame de Guadalupe de Colima (es).

## Historique
Le diocèse est érigé le 11 décembre 1881 par la bulle Si principum du pape Léon XIII, recevant son territoire de l'archidiocèse de Guadalajara dont Colima devient suffragant.
En vertu du décret Quo melius du 2 mai 1953 de la congrégation des évêques, il incorpore les paroisses d'Aquila, de Coahuayana et de Villa Victoria, qui appartenaient au diocèse de Tacámbaro.
Il cède à plusieurs reprises des portions de territoire pour la formation de nouvelles circonscriptions ecclésiastiques : le 28 janvier 1961 pour le diocèse d'Autlán, le 30 avril 1962 pour le diocèse d'Apatzingánet le 25 mars 1972 pour le diocèse de Ciudad Guzmán.

## Évêques
- Francisco Melitón Vargas y Gutiérrez (15 mars 1883 - 1er juin 1888) nommé évêque de Tlaxcala
- Francisco de Paula Díaz y Montes (27 mai 1889 - 14 avril 1891)
- Atenógenes Silva y Álvarez Tostado (11 juillet 1892 - 21 août 1900) nommé archevêque de Michoacán
  - Sede vacante (1900-1903)
- José Amador Velasco y Peña (17 juillet 1903 - 30 juin 1949)
- Ignacio de Alba y Hernández (30 juin 1949 - 25 juillet 1967)
- Leonardo Viera Contreras (25 juillet 1967 - 25 mars 1972) nommé évêque de Ciudad Guzmán
- Rogelio Sánchez González (23 juillet 1972 - 8 février 1980)
- José Fernández Arteaga (8 février 1980 - 20 décembre 1988) nommé archevêque coadjuteur de Chihuahua
- Gilberto Valbuena Sánchez (8 juillet 1989 - 9 juin 2005)
- José Luis Amezcua Melgoza (9 juin 2005 - 11 novembre 2013)
- Marcelino Hernández Rodríguez (11 novembre 2013 - 23 décembre 2021)
- Gerardo Díaz Vázquez depuis le 13 mai 2023